# 安东尼努斯敕令
安东尼努斯敕令（Constitutio Antoniniana），又译卡拉卡拉法令，乃是一道羅馬皇帝卡拉卡拉（瑪爾庫斯·奧列里烏斯·安东尼努斯）在公元212年所宣佈的敕令。這道法令宣佈，所有羅馬帝國出身自由的男人將被給予完整的羅馬公民權，同样地，所有帝國自由出身的女人拥有与羅馬女人相同的權利。
212年以前，完整的罗马公民权只属于部分人，比如亚平宁半岛上的居民握有完整的羅馬公民權。還有，建立于其它行省的殖民地、居住于行省的羅馬人（及他們的後裔）、帝國各个城市的居民，以及少數地方上的貴族（例如属国国王）也握有完整的公民權。此外大多數國民，大多只握著有限的公民權，例如拉丁公民权。
卡拉卡拉通過這條宪令的原因主要是增加提供稅收与服役的居民数量（具有罗马公民权者才能夠在罗马军团中服役）。然而，这却无心引发了外省人对于皇位的觊觎，导致了以此为目的的暴乱。這道敕令之後僅僅二十三年就出现了第一位起义者馬克西米努斯·色雷克斯。它將在三世紀危機，以及最後終於發生了的罗马帝国的衰落中扮演重要角色。